# Kristína Royová
Kristína Royová (19. srpna 1860 Stará Turá – 27. prosince 1936 Stará Turá) byla slovenská evangelická myslitelka, náboženská spisovatelka, básnířka a zakladatelka charitativních ústavů ve Staré Turé. Její dílo bylo přeloženo do více než třiceti jazyků.

## Život
Narodila se v rodině faráře Augusta Roye (1822) a Františky Roy-Holuby (1833–1916). Měla tři sestry: Máriu (1859–1924), Ľudovítu Čulíkovou (1864–1930) a Boženu Chorvátovou (1871–1960).
Rodiče Kristíny Royové byli potomky dvou významných luteránských rodin. Otec August Roy, blízký přítel Jozefa Miloslava Hurbana, byl členem slovanské společnosti, spoluzakladatelem Matice slovenské a slovenských gymnázií. Matčin bratr Jozef Ľudovít Holuby byl významný slovenský botanik, etnograf, církevní historik a archeolog a její další bratr Karol Holuby byl v revolučním roce 1848 popraven poblíž dnešní vesnice Šulekovo. Dětství Kristíny Royové bylo spojeno s luteránskou farností ve Staré Turé, kde byli místní kaplani současně jejími učiteli.
Kristína byla spolu se svou sestrou Marií zakladatelkou abstinenčního spolku Modrý kříž (založen roku 1897); její diakonickou činnost zaštiťoval spolek Vieroslava. Napsala řadu písní, z nichž 95 vyšlo ve zpěvníku Piesne siónské (1906), od roku 1925 vydávala časopis Večernica. Z jejich próz patří k nejznámějším její prvotina Bez Boha na svete (byla přeložena do 28 jazyků včetně čínštiny), dále Bludári, literární díla pro děti Ako Kvapôčka putovala, V slnečnej krajine, Ako přišli lastovičky domov aj. Svou autobiografii zpracovala pod názvem Za svetlom a so svetlom.
Za vlády komunistické strany v bývalém Československu byla křesťanská literatura, kterou napsala, mezi tou, která byla často zabavována státní bezpečnostní službou StB a zároveň byla na černé listině školních osnov socialistické éry. Nyní je považována za slovenskou autorku s nejčastěji překládanými literárními díly a někteří literární kritici ji považují za „slovenskou Kierkegaard “. Pamětní síň Kristíny Royové se nachází v budově bývalé evangelické školy vedle fary na nynějším Námestí sestier Royových, pochovaná je ve Staré Turé.

## Dílo
- 1882/1884 – Tri obrázky, povídky (uveřejnily Národnie noviny)
- 1893 – Bez Boha na svete. Senica: Ján Bežo, 47 s.
- 1897 – Výstražný sen
- 1898 – Božie charaktery. Stará Turá: Modrý kríž, 77 s.
- 1899 – Náman Sýrsky
- 1900 – Lótova žena. Stará Turá: Modrý kříž, 24 s.
- 1900 – Splnená túžba
- 1901 – Bludári. Stará Turá: v. n., 199 s.
- 1901 – Dôležitá pravda
- 1901 – Istota a neistota
- 1901 – Pekný začiatok – smutný koniec
- 1901 – Nebolo miesta. Stará Turá: Modrý kříž, 19 s.
- 1901 – Podivné hodiny
- 1901 – To, čo večne trvá
- 1901 – Za živa do priepasti. Nové Mesto nad Váhom: s. n., 4 s.
- 1901 – Ztroskotaná loď. Stará Turá: Modrý kříž, 4 s.
- 1903 – Sluha. Nové Mesto nad Váhom: Ján Chorvát, 77 s.
- 1903 – Šťastie. Nové Mesto nad Váhom: Ján Chorvát, 203 s.
- 1903 – Za vysokú cenu (druhá časť knihy Bludári). Stará Turá: v. n., 747 s.
- 1903 – Dieťa hauzírerov
- 1904 – Ako zbohatnúť. Nové Mesto nad Váhom: Ján Chorvát, 24 s.
- 1904 – Divné milosrdenstvo. Nové Mesto nad Váhom: Ján Chorvát, 32 s.
- 1904 – Šťastní ľudia. Nové Mesto nad Váhom: Ján Chorvát, 88 s.
- 1904 – Divní rozsievači. Nové Mesto nad Váhom: Ján Chorvát, 4 s.
- 1904 – Dieťa hausírerov
- 1906 – Vo vyhnanstve. Nové Mesto nad Váhom: Ján Chorvát, 110 s.
- 1907 – Šťastlivé Vianoce (napísané 1906) Kochanovce: Ján Chorvát, 4 s.
- 1909 – Ako kvapôčka putovala. Kochanovce: Ján Chorvát, 20 s.
- 1909 – V slnečnej krajine. Kochanovce: Ján Chorvát, 110 s.
- 1909 – Opilcove dieťa: v. n., 8 s.
- 1910 – Ako zomrel slávičok (napísané 1909) Stará Turá: Ján Chorvát, 16 s.
- 1910 – Ako prišli lastovičky domov
- 1910 – Nemoc a pomoc. (Dva tmavé obrázky). Stará Turá: Ján Chorvát, 16 s.
- 1910 – Saul Tarsenský, črty zo života apoštola Pavla. Stará Turá: Ján Chorvát, 88 s.
- 1912 – Za presvedčenie čili z Mezopotámie do Kanaánu. Stará Turá: v. n., 309 s.
- 1913 – Ztratení. Stará Turá: Ján Chorvát, 140 s.
- 1913 – Kráľovná zo Sáby
- 1915 – Pošta; neuvedeno, 16 s.
- 1917 – Pozdrav zo Starej Turej. Stará Turá: v. n., 16 s.
- 1920 – Druhá žena. Stará Turá: v. n., 123 s.
- 1920 – Zpráva z roku 1919. Stará Turá: v. n., 8 s.
- 1920 – Otcovrah; neuvedeno, 8 s.
- 1921 – Nikde nebolo pomoci (napísané 1910) Stará Turá: v. n., 7 s.
- 1921 – Štyri rozprávočky pre veľké a malé deti. Stará Turá: v. n., 21 s.
- 1921 – V pevnej ruke. Stará Turá: v. n., 21 s.
- 1922 – Traja kamaráti. Stará Turá: v. n., 106 s.
- 1922 – Zachránená; neuvedeno, 4 s.
- 1924 – Poslednia cesta; neuvedeno, 4 s.
- 1924 – Kde bol jeho otec? Stará Turá: v. n., 16 s.
- 1925 – Na rozhraní (druhá část knihy Za presvedčenie); (napsáno 1915) Stará Turá: v. n., 184 s.
- 1925 – Peterko. Stará Turá: v. n., 23 s.
- 1926 – Prišiel domov. Stará Turá: v. n., 41 s.
- 1927 – Súsedia. Stará Turá: v. n., 260 s.
- 1927 – Ako trpaslík zabil obra, neuvedeno, 4 s.
- 1927 – Blízko ešte neni vnútri. Stará Turá: v. n., 4 s.
- 1928 – Staniša. Stará Turá: v. n., 244 s.
- 1928 – Za svetlom a so svetlom. Rozpomienky Kristíny Royovej. Stará Turá: v. n., 164 s.
- 1930 – Navrátený raj. Stará Turá: v. n., 55 s.
- 1930 – Abigail neuvedeno, 15 s. (později vydávané jako Abigail Karmelská)
- 1931 – Keď život začínal. Stará Turá: v. n., 64 s.
- 1932 – Slnečné dieťa (druhá část knihy Keď život začínal). Stará Turá: v. n., 133 s.
- 1935 – Tuláci (obrázok zo života). Stará Turá: v. n., 65 s.
- Kúzlo otčiny, povídka (jen rukopis)
- V okruží panslavizmu, povídka (jen rukopis)
- Pod práporom lásky, povídka (jen rukopis)
- Šťastný štedrý deň, povídka
- Jozef Egyptský